# Droit koweïtien
Le droit koweïtien est l'ensemble des normes constitutionnelles et législatives s'appliquant au Koweït.

## Sources du droit

### Constitution
La Constitution est la loi suprême du Koweït.

### Droit international
Les traités sont signés par l’Émir et ratifiés par l'Assemblée nationale. Ils ont force de loi après leur ratification.

### Droit musulman
La charia est la principale source de la législation. Le Code pénal (1960, modifié par 1970) est basé sur le droit pénal musulman.

### Législation
Le pouvoir législatif est confié à l'Émir du Koweït et à l'Assemblée nationale. Les lois sont adoptées par l'Assemblée et promulguée par l’Émir.

### Règlements
L’Émir peut adopter des décrets et règlements concernant l'ordre public et la santé ainsi que l'organisation de l'administration. Ceux-ci doivent être conformes à la loi. Il peut aussi adopter des décrets permettant l'application des lois exigeant l'adoption d'un règlement pour leur application. En cas d'urgence, si l'Assemblée nationale ne peut se réunir ou est dissoute, l’Émir peut adopter des décrets ayant force de loi qui doivent, cependant, respecter la Constitution.
Chaque ministre peut émettre une directive destinée au ministère dont il a le portefeuille.

## Sources

## Compléments